# المستقبل

المستقبل هو كل ما سيحدث في وقت بعد الوقت الحاضر. ويعتبر وصوله لا مفر منه، بسبب وجود الوقت وقوانين الفيزياء، ونظرا للطبيعة الجلية للواقع، وحتمية الطبيعة. مفهوم المستقبل والخلود موضوعان رئيسيان في الفلسفة، والدين، والعلم، واستعصت أعظم العقول على الدوام إيجاد تحديد لهما غير مثير للجدل. يشيع استخدام التصور الخطي للوقت؛ باعتبار المستقبل هو جزء من خط الزمن المتوقع له أن يحدث. أما المستقبل في النسبية الخاصة، فهو المستقبل المطلق، أو المخروط الضوئي للمستقبل.
استكشف مفهوم المستقبل بتعمق في الناتج الثقافي، بما فيه الحركات الفنية والأصناف المخصصة بالكامل لتوضيحه، كالحركة المستقبلية التي ظهرت في القرن العشرين.

## في الفيزياء
في الفيزياء، الزمن هو البعد الرابع. يجادل الفيزيائيون بأن الزمكان يمكن فهمه كنسيج قابل للامتطاط ينحني نتيجة قوى كالجاذبية. يعد المستقبل في الفيزياء التقليدية مجرد نصف الخط الزمني، وهو نفسه لكل المراقبين. في النسبية الخاصة، يعتبر تدفق الزمن نسبيًا للإطار المرجعي للمراقب. وكلما تحرك المراقب بسرعة أكبر عن الغرض المرجعي، كلما بدا له ذلك الغرض أبطأ في حركته عبر الزمن. وبالتالي، فإن المستقبل لم يعد في النسبية الخاصة مفهومًا موضوعيًا. من المفاهيم الأكثر حداثة المستقبل المطلق، أو المخروط الضوئي للمستقبل. ففي حين يمكن للشخص التحرك إلى الخلف أو الأمام في الأبعاد المكانية الثلاثة، يجادل العديد من الفيزيائيين بأن الحركة غير ممكنة في الزمن إلا إلى الأمام.
من نتائج نظرية النسبية الخاصة أن الشخص يمكن أن يسافر إلى المستقبل (ولكن لا يمكنه الرجوع أبدًا) من خلال السفر بسرعات مرتفعة جدًا. ففي حين يعد أثر ذلك مهملًا في الظروف العادية، يمكن للسفر عبر الفضاء بسرعات شديدة الارتفاع أن يغير تدفق الزمن بشكل معتد به. كما ظهر في العديد من قصص الخيال العلمي والأفلام (كفيلم ديجا فو)، يمكن لشخص يسافر حتى لو لزمن قصير عند سرعة قريبة من سرعة الضوء أن يعود إلى كوكب الأرض متقدم بعدة سنوات في المستقبل.
يدعي بعض العلماء أن استخدام ثقب دودي لوصل منطقتين من الزمكان يمكن الأشخاص نظريًا من السفر عبر الزمن. أشار الفيزيائي ميتشيو كاكو أنه لكي تعمل آلته الزمنية المفترضة فيجب «إحداث ثقب في نسيج الزمكان»، وذلك سيتطلب طاقة نجم. وتقول نظرية أخرى إنه من الممكن لشخص السفر عبر الزمن عن طريق الأوتار الكونية.

## في الفلسفة
في فلسفة الزمن، الحاضرية هي الاعتقاد بأن الحاضر فقط هو الموجود، وأن المستقبل والماضي غير حقيقيين. تفسر «الكيانات» المستقبلية والتاريخية بأنها مبانٍ منطقية أو تخيلات. عكس الحاضرية فلسفة «الأبدية»، وهي الاعتقاد بأن الأشياء في الماضي والأشياء التي ستأتي في المستقبل توجد بشكل أبدي. وتقول رؤية أخرى تسمى نظرية «الكون المتنامي» في الزمن (ولا يعتنقها الكثير من الفلاسفة) إن الماضي والحاضر موجودان، ولكن المستقبل غير موجود.
تتوافق الحاضرية مع النسبية الغاليلية، حيث الزمن مستقل عن المكان، ولكنها على الأرجح غير متوافقة مع نسبية لورنتز/ألبرت آينشتاين في ظل وجود أطروحات فلسفية معينة أخرى يجدها العديد غير جدلية. اقترح القديس أوغسطينوس أن الحاضر كحد السيف بين الماضي والمستقبل ولا يمكن أن يحتوي أي فترة مطولة من الزمن.

على النقيض من القديس أوغسطينوس، اقترح بعض الفلاسفة أن الخبرة الواعية ممتدة في الزمن. على سبيل المثال، قال ويليام جيمس إن الزمن هو «... الفترة القصيرة التي نحس بها فورًا وباستمرار». اقترح أوغسطينوس أن الإله خارج الزمان والحاضر في كل الأزمان، في الأبدية. من الفلاسفة الأوائل الذين كانوا أيضًا حاضريين البوذيون (حسب تقاليد البوذية الهندية). ومن رواد المراجع في الحقبة المعاصرة للفلسفة البوذية شيرباتسكي، الذي كتب بتعمق في الحاضرية البوذية:
كل شيء مضى غير حقيقي، وكل شيء سيأتي غير حقيقي، وكل شيء متخيل، غائب، عقلي... غير حقيقي... الحقيقي في النهاية هو فقط اللحظة الحاضرة من الفاعلية المادية ]أي السببية[.

## في علم النفس
من المعروف عن السلوك البشري أنه يشمل توقع المستقبل. يمكن أن يكون السلوك المترقب نتيجة التطلع النفسي للمستقبل، كالتفاؤل والتشاؤم والأمل.
التفاؤل نظرة تطلعية للحياة يرى فيها الشخص العالم مكانًا إيجابيًا. يقول البعض إن التفاؤل هو رؤية الكأس «نصف ممتلئ» بالماء في مقابل رؤيته نصف فارغ. التفاؤل هو النقيض الفلسفي للتشاؤم. يعتقد المتفائلون بشكل عام بأن الناس والأحداث في جوهرهم خيرون، بحيث تتمخض معظم الأحوال في النهاية عن الأفضل. الأمل هو الاعتقاد بنتيجة نهائية إيجابية تتعلق بالأحداث والظروف في حياة المرء. ينضوي الأمل على كمية معينة من اليأس والرغبة والتمني والمعاناة والاصطبار: أي الاعتقاد بأنه من الممكن الوصول إلى نتيجة نهائية أفضل أو إلى نتيجة إيجابية حتى إذا وجدت أدلة تشير إلى العكس. الأمل يختلف نوعًا ما عن التفاؤل بأن الأمل حالة عاطفية، بينما التفاؤل نتيجة يتوصل لها نمط متعمد من التفكير المؤدي إلى توجه إيجابي.
التشاؤم كما كتب أعلاه نقيض التفاؤل. فهو الميل لرؤية النتائج السلبية أو غير المرغوبة أو المشاكل فقط، أو توقعها أو التركيز عليها. وكلمة التشاؤم مشتقة في اللغة الإنجليزية من كلمة بّيسيموس اللاتينية وتعني الأسوأ وكلمة مالوس وتعني سيئ. أما في العربية فهي مشتقة من الشؤم، وهو ما تخشى عاقبته.[HZ1]

## في الأديان
تدرس الأديان المستقبل عندما تتعرض لقضايا كالعاقبة الأخلاقية والحياة بعد الموت وعلوم الآخرة التي تدرس ما ستكون عليه نهية الزمن ونهاية العالم. في الدين، قال أنبياء بارزون إن باستطاعتهم تغيير المستقبل. ادعى العديد من الشخصيات الدينية العامة أن بإمكانهم رؤية المستقبل، كصغار الأنبياء والكهنة, يشير مصطلح «الحياة الآخرة» إلى استمرار وجود روح أو نفس أو عقل الإنسان (أو الحيوان) بعد الموت المادي، عادةً في عالم آخرة روحاني أو شبحي. يعتقد عادةً أن الأموات يذهبون إلى منطقة معينة أو مستوى معين من الوجود في هذا العالم الآخر، غالبًا حسب صواب أعمالهم في خلال الحياة.
يعتقد البعض أن الحياة الآخرة تشمل شكلًا من أشكال تحضير الروح للانتقال لجسم آخر (تقمص). الآراء الشائعة عن الحياة الآخرة مشتقة من الأديان، والباطنية، وما وراء الطبيعة (الميتافيزيقيا). هناك من يشككون بوجود حياة آخرة، أو يعتقدون أنها مستحيلة تمامًا، كالماديين الاختزاليين، الذين يؤمنون بأن الموضوع فوق الطبيعة، وبالتالي لا يوجد حقيقةً أو لا يمكن إدراكه. في النماذج ما وراء الطبيعية، يؤمن اللاهوتيون عمومًا أن شكلًا من أشكال الحياة الآخرة ينتظر الناس بعد موتهم. لا يؤمن الملحدون عمومًا بالحياة بعد الموت. يميل أبناء الأديان غير اللاهوتية عمومًا كالبوذية إلى الاعتقاد بحياة آخرة كالتقمص ولكن دون إشارة إلى الإله.
يرى اللاأدريون عمومًا أنه، كموضوع وجود الله، فإن وجود ظواهر فوق الطبيعة، كالأرواح أو الحياة بعد الموت، لا يمكن التحقق منه وبالتالي لا يمكن إدراكه بالمعرفة. تعتقد عدة أديان -سواءً كانت تؤمن بوجود الروح في عالم آخر كالمسيحية والإسلام والعديد من أنظمة المعتقدات الوثنية، أو بالتقمص كعدة أشكال من الهندوسية والبوذية- أن حال المرء في الحياة الآخرة ثواب أو عقاب لفعله في الحياة، باستثناء المذاهب الكالفينية من المسيحية البروتستانتية، والتي ترى أن حال المرء في الحياة الآخرة هدية من الرب ولا يمكن استحقاقه من خلال الحياة.
علم الآخرة جزء من اللاهوت والفلسفة معني بالأحداث النهائية في تاريخ البشر، أو القدر النهائي للبشرية، ويشار إليه عادةً بنهاية العالم. بينما تعد العبارة لدى الروحانيين (التصوف) عادةً كنايةً عن نهاية الحقيقة العادية وإعادة الاتحاد مع ما هو إلهي، ففي العديد من الأديان التقليدية تعلم بوصفها حدثًا مستقبليًا واقعيًا متنبأً به في النصوص المقدسة أو الموروث الشعبي. ويمكن لعلوم الآخرة بشكل أعم أن تشمل المفاهيم ذات الصلة كالمسيح المخلص أو عصر المسيح، وزمن النهاية، ونهاية الأيام.